# Савченко Володимир Захарович
Савченко Володимир Захарович (9 липня 1938 – 3 грудня 2016) — режисер театру і телебачення, поет, драматург, журналіст, педагог, Заслужений артист України, член Національної спілки письменників України, член Національної спілки театральних діячів України, член Національної Спілки журналістів України, лауреат і дипломант багатьох всеукраїнських фестивалів та премій.

## Біографія
Володимир Захарович Савченко народився 9 липня 1938 року в селі Ястребенька (нині Яструбенька) Брусилівського району на Житомирщині. Батько-колгоспник, Захар Васильович Савченко, який залишився з сім’єю на території, зайнятій німцями, загинув у кінці 1943 року під час боїв за визволення України. Володимира чекав непростий шлях через сільське дитинство, важкі повоєнні роки.
У 1955 р. Володимир Савченко закінчив середню школу в селі Містечко Брусилівського району.
В 1955-1961 рр. навчався в Харківському державному університеті імені О. М. Горького (нині Харківський Національний університет імені В. Н. Каразіна) на факультеті української філології. Після закінчення навчання, Володимир Захарович працював викладачем української мови та літератури в Харківському текстильному технікумі.
Потім В. З Савченко п’ять років навчався на режисерському факультеті Київського інституту театрального мистецтва ім. І. К. Карпенка-Карого, який закінчив у 1968 р. Здобувши фах режисера драматичного театру, Василь Захарович присвятив своє життя служінню театру.
1973-1974 рр. – режисер-стажер Московського художнього театру (МХАТу), художнім керівником театру був Олег Єфремов.
1974-1975 рр. – режисер-постановник Черкаського обласного українського музично-драматичного театру імені Т. Г. Шевченка. У Черкасах одружився з Ніною Іванівною Пилипович, артисткою Черкаського Заслуженого українського народного хору. Сім’я виростила двох синів – Захара та Назара.
1975-1979 рр. – головний режисер Івано-Франківського обласного українського музично-драматичного театру ім. І. Я. Франка.
1979-1985 рр. – головний режисер Кіровоградського обласного українського музично-драматичного театру ім. М. Л. Кропивницького.
1985-1991 рр. – режисер-постановник Житомирського обласного українського музично-драматичного театру ім. І. А. Кочерги.
Режисерський шлях Володимира Савченка налічує близько ста постановок і концертних програм, він неодноразово здобував звання лауреата і дипломанта всесоюзних та республіканських театральних фестивалів. Високу оцінку театральної критики і широке визнання глядачів здобули вистави, які поставив Володимир Захарович, працюючи в Житомирському обласному музично-драматичному театрі ім. І. Кочерги.
З 1991 по 2006 рік В. З. Савченко працював головним режисером новоствореного Житомирського обласного державного телебачення. Вів літературно-мистецькі передачі: зустрічі з провідними вітчизняними літераторами, художниками й артистами, відомими людьми краю. Тут повною мірою проявлялися творча думка та майстерність митця.
Надалі Володимир Захарович продовжував працювати на тележурналістській та педагогічній ниві (зокрема в Житомирському державному інституті культури і мистецтв).
Володимир Захарович Савченко пішов із життя 3 грудня 2016 року.

## Літературна творчість
Свій перший вірш Володимир Савченко написав 20-ти літнім студентом філологічного факультету. Протягом 1960-1963 рр. з’явилися перші публікації віршів та перекладів молодого поета. З цього часу починається його літературний шлях. Пише свої вірші, перекладає з російської, зокрема С. Єсеніна. Серед інших – поему «Анна Снєгіна», яку поставили у студентському театрі та яка була визнана журі кращою виставою. Володимир Захарович відомий своїми прозовими творами. В набутку письменника – п’єси, інсценізації, поетичні збірки, переклади, есеї й нариси про життя своїх краян, студентських і творчих друзів та оповіді про видатних діячів літератури і мистецтва, з котрими спілкувався і співпрацював упродовж десятиліть. З-під його пера вийшли трилогія-есей «Фрески пам’яті», чотири збірки поетичних творів. Деякі вірші були покладені на музику. Серед 5-ти кращих творів, які були подані на конкурс гімну Житомира, була його «Величальна рідному місту» (повний варіант для концертного виконання).

## Нагороди та відзнаки
Багатогранна творчість Володимира Савченка отримала високу оцінку.
1999 р. – лауреат Всеукраїнської премії імені І. Огієнка за створення високохудожніх вистав «Гетьман Дорошенко» за п’єсою Л. Старицької-Черняхівської і «Данило Галицький» за романом А. Хижняка та мотивами Галицько-Волинських літописів.
1999 р. – лауреат фестивалю «Калинові острови» за телефільм «Дорога до Собору».
2001 р. – диплом переможця фестивалю «Калинові острови» в номінації «За журналістську майстерність» та телефільм «Фрески пам’яті».
2003 р. – дипломант фестивалю «Калинові острови» як автор радіопрограми «Волинські святині», здобув відзнаку «За звернення до духовних скарбниць народу», диплом газети Верховної Ради «Голос України» за найоригінальнішу й самобутню радіопрограму.
2011 р. – лауреат літературної премії імені Василя Юхимовича за книгу прози «Фрески пам'яті».
2013 р. – лауреат премії ім. Бориса Тена.
2013 р. – відзнака Житомирської обласної ради «Честь і слава Житомирщини».
2015 р. – лауреат обласної літературної премії ім. Василя Земляка за книгу «Ястребенська Седмиця».
2016 р. – «Гран-прі» в обласному щорічному конкурсі «Краща книга року» отримала книга Володимира Савченка «Заручини з долею».
Лауреат премії «Рідна мова» обласної організації НСПУ.
Ім’я Володимира Захаровича Савченка занесено до книги пошани Брусилівщини.